# Ивана Ђерић
Ивана Ђерић (Београд, 2. октобар 1978) је српски педагог и виши научни сарадник Института за педагошка истраживања.

## Биографија

### Образовање
Рођена је 2. октобра 1978. у Београду где је завршила основну и средњу школу. Дипломирала је 2004. године на Одељењу за педагогију Филозофског факултета Универзитета у Београду. Магистарску тезу је одбранила 26. децембра 2008. на истом факултету, а докторску дисертацију „Могућности и ограничења развоја аутономије ученика у васпитно–образовном процесу” 27. фебруара 2015. на Одсеку за педагогију Филозофског факултета Универзитета  у Новом Саду.

### Радно искуство
У Институту за педагошка истраживања у Београду ради од 2005. године, а од наредне је ангажована као истраживач на пројектима чију је реализацију финансирало Министарство просвете Републике Србије. У оквиру пројеката се бавила развојем и подстицајем мотивације и аутономије ученика у васпитнообразовном процесу, развојем истраживачке праксе у школама, образовном ефективношћу школа, као и професионалним развојем запослених у образовању. Предавач је Педагогије и Школске педагогије на мастер студијама на Природно-математичком факултету Универзитета у Крагујевцу.
Учествовала је у више међународних и националних пројеката:
- „Компаративна анализа система професионалног развоја наставника у Србији и у Словенији” 2010—2011. у сарадњи са Педагошким институтом из Љубљане
- „Представе о образовним променама у прошлости: рефлексије о прошлости, визије будућности” 2010—2011. и 2011—2012.
- Међународни пројекат „Унапређивање образовне ефективности основних школа” 2013—2017.
- „TIMSS 2019” и „LANA 2019” 2017—2021. – координатор пројекта
- Национални пројекат „Развој и примена програма изградње капацитета у склопу подршке имплементацији нових Основа програма предшколског васпитања и образовања у Србији”, у сарадњи са Министарством просвете, Уницефом и Институтом за педагогију и андрагогију Филозофског факултета Универзитета у Београду 2022.
- „Од подстицања иницијативе, сарадње и стваралаштва у образовању до нових улога и идентитета у друштву” – руководилац пројекта

Члан је Педагошког друштва Србије и редакције Зборника Института за педагошка истраживања.

## Педагошки рад
Од 2006. године једна је од аутора и водитеља семинара „Усавршавање комуникацијске компетентности: комуникација са ученицима, колегама и родитељима”, „Подстицање мотивације и иницијативе ученика у настави кроз ученичке пројекте” и „Квалитетна настава I – Социјални аспекти успешног поучавања и учења” који је акредитовао Завод за унапређивање образовања и васпитања 2018—2019, 2019—2020. и 2020—2021. Аутор је и реализатор вебинара „Учења на даљину” у време Ковида 19 у организацији Педагошког друштва Србије 7. априла 2020 и коаутор:
- Националног извештаја „TIMSS 2019” у Србији и Сажетка основних налаза „TIMSS 2019”
- Извештаја о истраживању „Представе о образовним променама у Србији: рефлексије прошлости, визије будућности”
- Сажетка за образовну политику „Од идеје до резултата: образовне промене у очима просветних радника”
- „TIMSS je у елементу” у издању научно популарног часописа Елементи Центра за промоцију науке
- „Педесет пет година Института за педагошка истраживања 1959—2014.”
- Сажетак за образовну политику „Унапређивања стручног усавршавања наставника на нивоу школе: улога директора школе” 2015.

Учествовала је као фацилитатор професионалног учења за учитеље и наставнике Основне школе „Браћа Барух” Београд током другог полугодишта школске 2018—2019. године у оквиру пројекта „Од подстицања иницијативе, сарадње и стваралаштва у образовању до нових улога и идентитета у друштву” и на манифестацији Европска ноћ истраживача 28. и 29. септембра 2018. у оквиру пројекта „Science in Motion for Friday Night Commotion 2018—2019” у организацији Института за молекуларну генетику и генетичко инжењерство и Факултета за физичку хемију Универзитета у Београду.
Њене области интересовања су аутономија ученика у школи, образовне промене, професионални развој, истраживања у школи и постигнућа ученика.